# Dècada del 1000 aC

## Esdeveniments
- 1000 aC - Catalunya: Els fenicis arriben a les costes catalanes.
- 1000 aC - Mallorca, inici del talaiòtic II. Apareixen els poblats emmurallats.[1]
  - Menorca, construcció de la naveta dels Tudons, prop de Ciutadella.